# 님부르크구

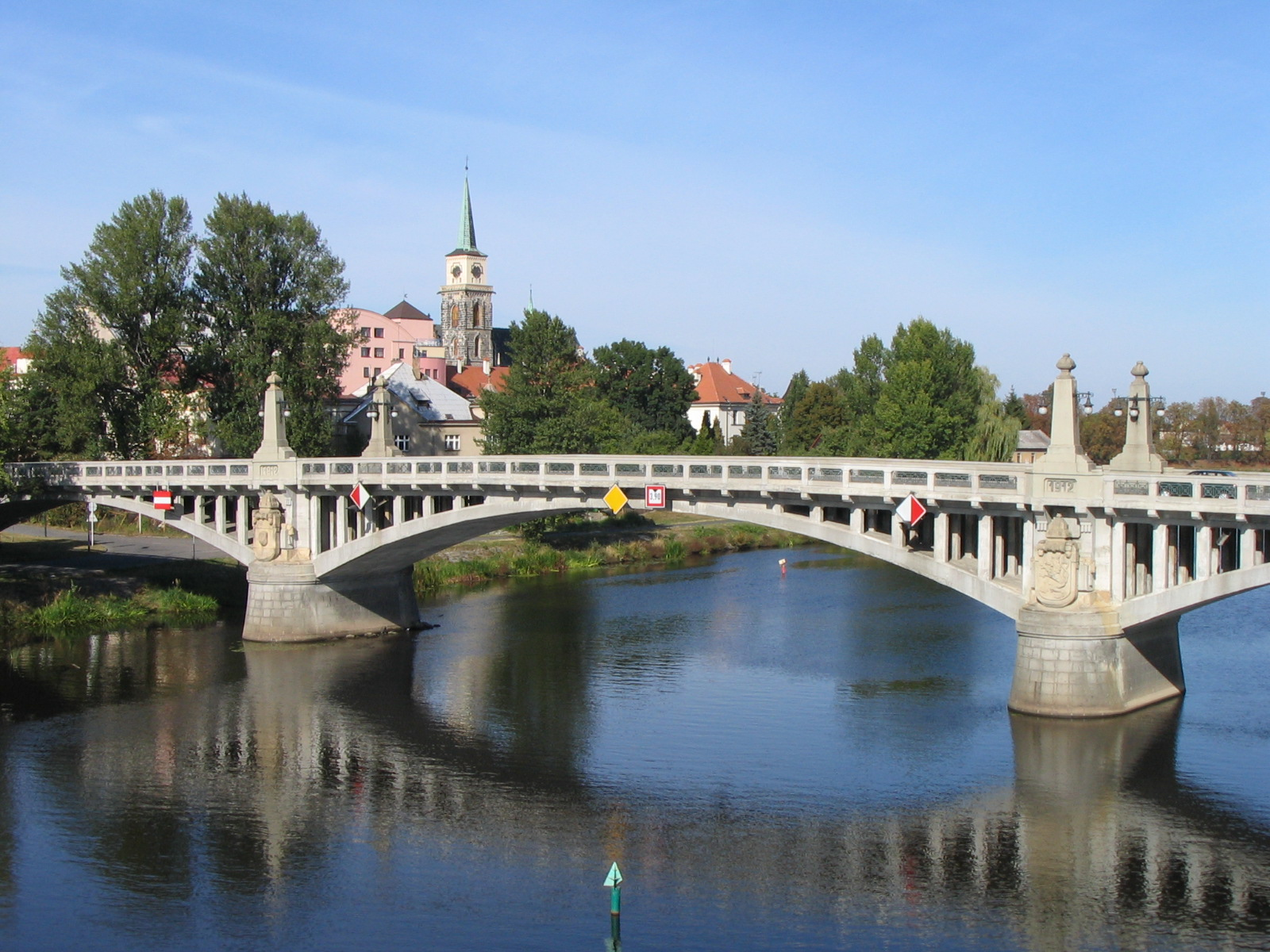
님부르크구의 행정 중심지인 님부르크

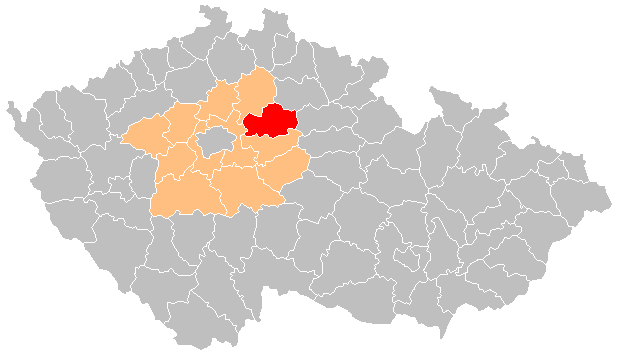
님부르크구의 위치

님부르크구(체코어: Okres Nymburk)는 체코 중앙보헤미아주를 구성하는 12개 구 가운데 하나로 행정 중심지는 님부르크이며 면적은 850.07km2, 인구는 99,873명(2019년 1월 1일 기준), 인구 밀도는 120명/km2이다.
중앙보헤미아주 동부에 위치하며 86개 지방 자치체(10개 시, 76개 마을)를 관할한다. 중앙보헤미아주 콜린구, 동프라하구, 믈라다볼레슬라프구, 흐라데츠크랄로베주 이친구, 흐라데츠크랄로베구와 접한다.